# Holy Trinity Church (Kilmarnock)

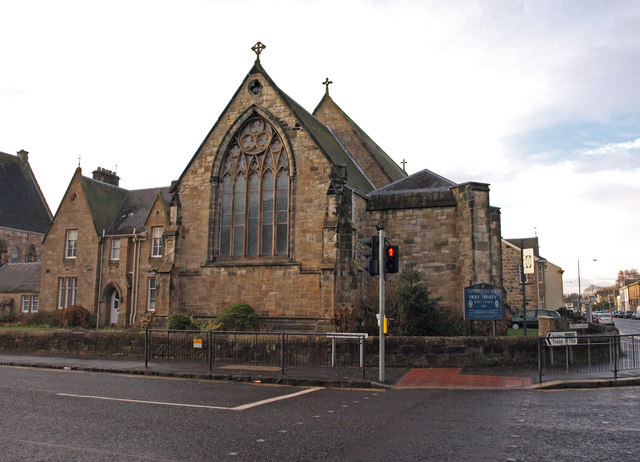
Holy Trinity Church

Die Holy Trinity Church ist ein episkopales Kirchengebäude in der schottischen Stadt Kilmarnock in der Council Area East Ayrshire. 1971 wurde das Bauwerk in die schottischen Denkmallisten in der höchsten Denkmalkategorie A aufgenommen. Des Weiteren bildet die Kirche mit verschiedenen umliegenden Gebäuden ein Denkmalensemble der Kategorie A.

## Geschichte
Infolge der Hungersnot in Irland wanderten Ende der 1840er Jahre zahlreiche Iren nach Südwestschottland aus. Darunter befanden sich auch Anhänger der protestantischen Church of Ireland, für welche neue Kirchengebäude bereitgestellt werden mussten. Im Jahre 1851 wurde zu diesem Zwecke ein Gebäude angemietet, welches sich jedoch bald als zu klein erwies. Der Bau der Holy Trinity Church wurde 1857 nach einem Entwurf des schottischen Architekten James Wallace begonnen und 1859 abgeschlossen. George Gilbert Scott wurde 1876 mit der Ausgestaltung betraut. In diesem Zuge wurde auch eine Orgel von Hill & Sons aus London installiert. Zusammen mit dem Eingangsbereich wurde 1895 eine Gemeindehalle von Wallace hinzugefügt. Es bestanden auch Pläne zur Errichtung eines Glockenturms, die jedoch niemals umgesetzt wurden. Mitte der 1960er Jahre wurde ein Anbau hinzugefügt.

## Beschreibung
Die neogotische Kirche liegt an der Kreuzung der Portland Road mit der Dundonald Road im Zentrum Kilmarnocks. Das Langhaus ist vier Achsen weit. An der nordexponierten Frontseite tritt rechts der Eingangsbereich hervor. Das Spitzbogenportal ist mit tiefer Laibung und darüberliegendem Vierpass gestaltet. Links sind drei Lanzettfenster angeordnet. Daneben tritt der einstöckige, quadratische Turmstumpf mit Pyramidendach hervor, der in Höhe des Chors beginnt. Abgesetzt rechts des Eingangsportals tritt die Gemeindehalle hervor. Sie ist mit Sockelgesimse und einem Maßwerk aus drei Lanzettfenstern an der Nordseite gestaltet. Ein querliegender, einstöckiger Durchgang mit Satteldach verbindet die Westseite des Langhauses mit der Halle. Dieser ist in seiner Gestaltung dem Hauptportal angepasst und verfügt ebenfalls über ein Spitzbogenportal mit tiefer Laibung und darüberliegendem Fünfpass. Schmale Lanzettfenster flankieren die Türe.
Den östlichen Abschluss des Chors ziert ein markantes Maßwerk aus fünf Lanzettfenstern und jeweils drei Vier- und Dreipassen. Analog der Frontseite ist auch die südgerichtete Gebäuderückseite mit Lanzettfenstern gestaltet. An der Halle sind diese als Drillings- am Chor als Zwillingsfenster angeordnet. Alle Dächer sind mit grauem Schiefer eingedeckt.